# سم تراتون
سَـم تراتون (انگلیسی: Sam Troughton؛ زادهٔ ۲۱ مارس ۱۹۷۷) بازیگر اهل بریتانیا است. وی از سال ۲۰۰۰ میلادی تاکنون مشغول فعالیت بوده‌است.
از فیلم‌ها یا برنامه‌های تلویزیونی که وی در آن نقش داشته‌است، می‌توان به رابین هود، بیگانه علیه غارتگر، نیروی نهایی، ورا دریک، هکس، باروت، خیانت و دسیسه و چرنوبیل اشاره کرد.